# 한국단미사료협회
한국단미사료협회는 단미사료 및 보조사료 제조의 기술향상 및 산업과 사료제조업의 병진적 발전도모를 목적으로 1978년 10월 19일 설립된 대한민국 농림수산식품부 소관의 사단법인이다. 사무실은 서울특별시 서초구 서초1동 1628-60, 케피아(KFIA)회관에 있다.

## 주요 사업
- 단미사료 및 보조사료 등의 증산계도
- 사업의 공동관리와 운영 및 공동단지조성
- 단미사료 및 보조사료 등의 품질향상 및 사료자원개발을 위한 회원공장의 실험실설치운영권장
- 기금조성 및 융자알선, 원료의 공동구입 및 제품판매알선
- 단미사료 및 보조사료 등의 기술향상 및 경영합리화를 위한 지도계몽사업
- 국내외 유관기관의 협력 및 정보교환
- 단미사료 및 보조사료 등의 제조에 관련되는 조사연구와 간행물발간 및 홍보
- 대정부건의에 관한 사항
- 정부기관으로부터 지시된 일체의 업무
- 기타 본회 목적의 달성에 필요하다고 인정되는 일절의 사업